# Pomérols
Pomérols là một xã thuộc tỉnh Hérault trong vùng Occitanie phía nam nước Pháp. Xã này nằm ở khu vực có độ cao 1-68 mét trên mực nước biển. Dân số thời điểm năm 1999 là 1696 người.